# الملدة (المصنعة)
الملدة منطقة سكنية تقع في ولاية المصنعة، التابعة لمحافظة جنوب الباطنة في سلطنة عمان. يقدر عدد سكانها بـ 11442 نسمة حسب إحصاء عام 2010 التابع للمركز الوطني للإحصاء والمعلومات الحكومي. رمز المنطقة هو 70630082.ويعتبر اكثر عدد سكانها من قبيلة البلوش

## الوصلات الخارجية
- المركز الوطني للإحصاء والمعلومات، سلطنة عمان